# IC 950/2
IC 950/2 је спирална галаксија у сазвијежђу Волар која се налази на листи објеката дубоког неба у Индекс каталогу.
Деклинација објекта је + 14° 29' 22" а ректасцензија 13h 52m 25,6s. Привидна величина (магнитуда) објекта IC 950 износи 15,7 а фотографска магнитуда 16,5. IC 9502 је још познат и под ознакама UGC 8780, MCG 3-35-32, CGCG 102-73.